# 马库斯·麦克尔亨尼
马库斯·麦克尔亨尼（英語：Marcus McElhenney，1981年7月27日—），美国男子赛艇运动员。他曾代表美国参加2008年夏季奥林匹克运动会赛艇比赛，获得男子八人单桨有舵手铜牌。